# Provincia de Condesuyos
Condesuyos es una provincia del departamento de Arequipa, en el sur del Perú. Según el censo de 2017, tiene una población de 16 118 habitantes.
Limita por el norte con la provincia de La Unión, el departamento de Apurímac y el departamento del Cusco; por el este con la provincia de Castilla; por el sur con la provincia de Camaná, y por el oeste con la provincia de Caravelí.
Jerárquicamente dentro de la Iglesia católica, pertenece a la prelatura de Chuquibamba.

## Historia

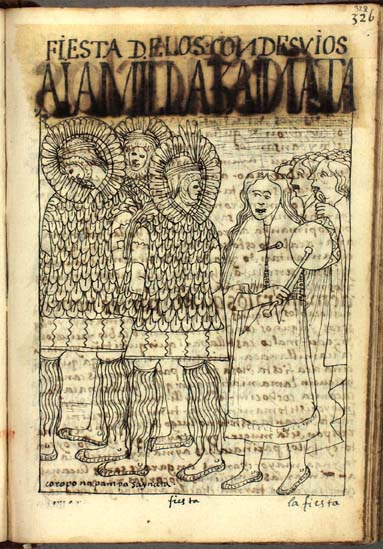

La provincia fue creada mediante decreto del 21 de junio de 1825, firmado por el Libertador, Simón Bolívar.

## División administrativa
La provincia tiene una extensión de 6958.4 km² y se encuentra dividida en 8 distritos:
| - Chuquibamba - Andaray - Cayarani - Chichas | - Iray - Río Grande - Salamanca - Yanaquihua |

## Capital
La capital de la provincia es la ciudad de Chuquibamba.

## Autoridades

### Regionales
- Consejero regional
  - 2019-2022:[3] Tomas Wuile Ayñayanque Rosas (Arequipa - Unidos por el Gran Cambio)

### Municipales
- 2015-2018[4]
  - Alcalde: James Casquino Escobar, de Arequipa Renace.
  - Regidores:

  1. Alberto Martín Flores Zúñiga (Arequipa Renace)
  2. María Julia Villanueva Cuéllar (Arequipa Renace)
  3. Carlos Alfonso Urday Velarde (Arequipa Renace)
  4. Valentín Adolfo Huamaní Huamaní (Arequipa Renace)
  5. Gelber Rafael Llerena Rosas (Condesuyos Progresa)

- 2023-2026
  - Alcalde: Edwar Jhon Urday Torres

## Festividades
- Carnavales
- Baile del wititi
- El Carnaval Chuquibambino: Celebrado en el mes de febrero en este distrito de Chuquibamba.
- Festividad de la Virgen de la Inmaculada Concepción: Que se realiza el 8 de diciembre.
- Festividad de la Virgen de la Candelaria del Barrio de Copacabana: También de gran importancia en Chuquibamba y cuya fiesta tiene como día principal el dos de febrero.
- Fiesta de San Isidro Labrador: Una fiesta religiosa importante de toda la provincia, que se celebra el 15 de mayo con especial énfasis en Condesuyos.
- Aniversario de la provincia de Condesuyos: Que se realiza el 7 de diciembre. Y para el cual cada año se diseña un programa especial que integre a toda la comunidad. En esta fiesta es importante la feria agropecuaria que se monta en donde se puede conocer los exquisitos vinos y quesos que se producen en la provincia.